# ヴラフ人

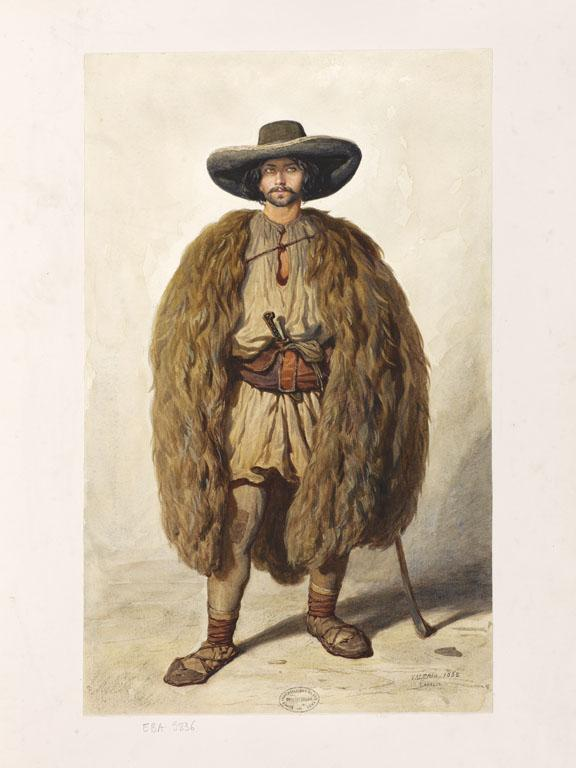
1852年にフランスの画家テオドール・ヴァレリオが描いたヴラフ人の羊飼い

ヴラフ人（英語: Vlach [ˈvlɑːk, ˈvlæk]）は、中央ヨーロッパ、東ヨーロッパ、南東ヨーロッパにおいて、複数のラテン系の人々を指し示して使われる民族呼称である。ヴラヒ人、ワラキア人などと書かれることもある。ヴラフ人と呼ばれる人々には、現代のルーマニア人（ダコ＝ルーマニア人）、アルーマニア人、モルラク人、メグレノ＝ルーマニア人、イストロ＝ルーマニア人などが含まれる。中でも、自民族の国としてルーマニアを持つルーマニア人を除いた人々を指すことが多い。
ヴラフ人という呼称は外名であった。ヴラフと呼ばれる各民族は、それぞれ「ローマ人」に由来する自称を用いてきた（Români、Rumâni、Rumâri、Aromâni、Arumâniなど）。メグレノ＝ルーマニア人は現在は自称として「Vlaşi」を用いているが、歴史的には「Rămâni」を自称としていた。イストロ＝ルーマニア人もまた「Vlaşi」という呼び名を受け入れているが、「Rumâni」や「Rumâri」も使われ続けている。
ヴラフ人は、トラキア人やイリュリア人、ギリシャ人などの古代からのバルカンの住民が「ローマ化」されたものと考えられることもある（ダキア人を含む）が、定説とまではなっていない。
ヴラフ人の言語は、東ロマンス諸語と呼ばれ、共通の古ルーマニア語から分化したものである。過去数世紀にわたり、ヴラフ人たちはそれぞれ細かいグループに分かれていき、スラヴ人やギリシャ人、アルバニア人、クマン人などの周辺の民族と混交していった。
中央ヨーロッパや南東ヨーロッパのほぼ全ての国にヴラフ人は少数民族として暮らしており、ハンガリー、ウクライナ、セルビア、クロアチア、マケドニア共和国、アルバニア、ボスニア・ヘルツェゴビナ、ギリシャ、ブルガリアなどがこれに含まれる。これ以外に、ポーランドやチェコ、スロバキア、モンテネグロでは周辺のスラヴ人に同化してヴラフ人は見られなくなった。ルーマニアとモルドバでは、（「ダコ＝ルーマニア人」、あるいは単に「ルーマニア人」と呼ばれる）ヴラフ人が民族的に多数派を形成している。

## 用語
「ヴラフ」という用語は、ゲルマン語で「異邦人」などを意味する「Walha」という語に由来しており、古代ゲルマン人がラテン系やケルト系の人々を指してこのように呼んでいたのが始まりとなっている。ウェールズ人（Welsh）やワロン人（Walloons）の呼称も同じ言葉に由来している。スラヴ人はかつてラテン人全般を指してヴラフ人と呼んでいた。ポーランド語ではイタリアを指して「Włochy」と呼び、またハンガリー語でもイタリアを指して「Olaszország」（「Olasz国」の意）と呼んでいる。古英語の詩「Widsith」では、ローマ人を「Romwalas」と呼んでいる。その後、「ヴラフ」の呼称は時代が下るにつれて少しずつ変化し、現在のヴラフ人たちのみを指すようになっていった。
歴史を通じて「ヴラフ人」の呼称はしばしば民族としてのヴラフ人ではなく、単なる侮辱語として、牧羊集団やムスリムからみたキリスト教徒などに対して用いられてきた。クロアチアのダルマチア地方では、「Vlaj」/「Vlah」（単数形）、「Vlaji」/「Vlasi」（複数形）の語は沿岸部の人々によって、内陸部の人々に対する軽蔑を込めて「山の蛮族」のような意味で使われる。ギリシャにおいて「Βλάχος」（Vláhos）の語は、粗野・非文化的な人間に対する侮蔑語として使われるが、その正確な意味は単に「田舎者」であり、「Χωριάτης」（Choriátis、「村人」）と同義である。

## ヴラフ人の住む地域
民族移動時代の大移住によって一部の集団（アルーマニア人、メグレノ＝ルーマニア人）が分立したことを除いては、ヴラフ人たちはバルカン半島一円からポーランド、モラヴィア（現代のチェコの一部）、クロアチア（同地ではヴラフの一派であったモルラク人は姿を消し、カトリック教徒や正教徒の彼らはクロアチア人やセルビア人に同化していった）などに居住してきた。彼らは良好な草地を探して各地に広がり、スラヴ人からは「ヴラフ」（ワラキア人）と呼ばれるようになった。

## ヴラフ人と呼ばれる民族

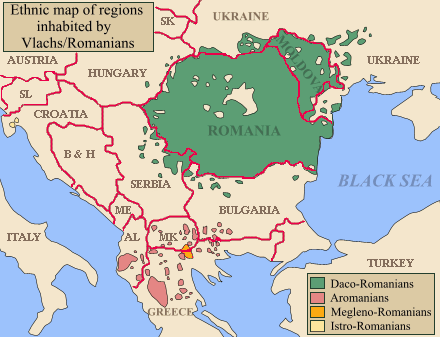
バルカン半島のヴラフ人分布地図

- ダコ＝ルーマニア人（あるいは単にルーマニア人） - ルーマニア語を話す（「ダコ＝ルーマニア」の呼称は、彼らの居住地が古代のダキアにあることに由来する）
  - ルーマニア - 1,687万人
  - モルドバ - 280万人
  - ウクライナ - 40万9600人（南ベッサラビアおよび北ブコヴィナ）
  - セルビア - 6万5000人（ヴォイヴォディナに2万9500人、中央セルビア（英語版）に3万5500人）
  - ハンガリー - 8,000人
  - ブルガリア - 4,500人（1,000人が「Rumuni」、3,500人が「Vlasi」としている）

- アルーマニア人 - アルーマニア語を話す
  - ギリシャ - 主としてピリン山脈（英語版）周辺（ギリシャ政府は少数民族を認めていないため、正確な民族別統計は存在しない）
  - アルバニア - 1万5000人以下（正確な統計は存在しない）
  - ルーマニア - 2万人
  - マケドニア共和国 - 1万人
  - ブルガリア - 3,500人（「Vlasi」としている人数）

- メグレノ＝ルーマニア人（英語版） - メグレノ＝ルーマニア語（英語版）を話す（マケドニア地方、特にギリシャとマケドニア共和国に住む。約1万人）

- イストロ＝ルーマニア人（英語版） - イストロ＝ルーマニア語（英語版）を話す（1,200人がクロアチアに住むが、自民族の言語を母語としているのは200人を下回る）

## 遺伝
ヴラフ人の遺伝子の特徴は他の南東ヨーロッパの諸民族と類似している。遺伝子分析の結果、異なるヴラフ人の集団の間には遺伝上の隔たりがあり、ヴラフ人が単一の血統集団ではないことを示唆している。逆に、これらのヴラフ人たちはそれぞれの地域に住むスラヴ人やギリシャ人の遺伝子と類似していた。
ボッシュらは、ヴラフがラテン化されたダキア人、イリュリア人、トラキア人、ギリシャ人やこれらの混合であるかを調べる調査をした。しかし、これらのバルカンの諸集団全てに高い遺伝的共通性があり、意味のある結果は得られなかった。バルカンの諸集団の言語学的、文化的な違いは、互いを遺伝子レベルで分断するほどには大きくなかった。

## 分化
多くのヴラフ人たちは中世には牧羊を生業としており、南東ヨーロッパの山々で羊を連れて回っていた。ヴラフ人の羊飼いたちは、北は南ポーランドやモラヴィア、西はディナル・アルプス山脈、南はピンドゥス山脈、東にはカフカース山脈まで活動の範囲を広げていた。
これらの地域の多くで、ヴラフ人たちの子孫は自民族の固有言語を失ってはいるものの、その文化的影響を引き継いでおり、衣装や民俗風習、山の民としての暮らしを維持しており、ルーマニア語やアルーマニア語に由来する地名は各地に分布している。
ヴラフ人の一部、特にルーマニアやモルドヴァでは、穀物の栽培も広く行われてきた。言語学者らによると、農業に関連するラテン語の語彙から、この地方のヴラフ人たちは古くから農耕を生業としてきたことが示されるとしている。
言語学的な違いと同様に、北方ヴラフ（ルーマニア人）と南方ヴラフ（アルーマニア人）の文化的な分化は10世紀ごろに起こっており、それ以降は独自の発展を遂げている。ルーマニアの文化は、スラヴ人やハンガリー人など周辺民族の影響を受けながら今日まで発展してきた。19世紀には西ヨーロッパとのつながりが生まれ、フランスとの文化的結びつきが始まった。アルーマニア人の文化ははじめは羊飼いのものとして発展し、後に東ローマやギリシャの文化の影響を強く受けている。

## 宗教
ヴラフ人の多くが正教会に属しているが、一部にはカトリック教会やプロテスタント（主としてトランシルヴァニア）に属し、さらに少数のムスリム（ギリシャに在住していたおよそメグレノ＝ルーマニア人で、イスラム教に改宗し、1923年のローザンヌ条約によってトルコに移った者たちの子孫が500人ほどトルコに暮らしている）もいる。イストロ＝ルーマニア人は全てローマ・カトリック教徒である。

## 歴史
バルカンのロマンス語住民に関する東ローマ帝国の最古の記録は、プロコピオスによる5世紀の文献に見られる。この中で、彼らの住む拠点として「Skeptekasas」（7つの家）、「Burgulatu」（広い町）、Loupofantana（オオカミの井戸）、「Gemellomountes」（双子の山）の5つが記されている。
東ローマの587年の年代記には、東バルカンでのアヴァール人に対する攻撃が述べられ、ヴラフ人に関する最古の文献上の記述とも考えられる。これによると、アヴァール人を迎え撃つために夜間に行軍していると、軍馬に乗せていた荷物が滑り落ちたとき、後方にいた兵士が「Torna, torna, fratre!」（戻れ、戻れよ兄弟！）と叫んだため、周りの兵士らが退却と勘違いして一斉に逃げ出したと書かれているが、これが最初のルーマニア語であったとする説もある。しかし、これは末期のラテン語（俗ラテン語）であったとも考えられる。
コンスタンティノポリス郊外のブラケルナエ（Blachernae）は、スキタイの大公ブラケルノス（Blachernos）から名づけられた。この名前はBlachs（ヴラフ）と関連がある可能性もある。
10世紀、マジャル人がパンノニア平原に到達した。彼らの王ベーラ3世の家臣によって記された「ゲスタ・フンガロルム」によると、平原にはスラヴ人、ブルガール人、そしてブラフ人あるいは「pastores Romanorum」（ローマ人の羊飼い）が居住していたとしている（原文: sclauij, Bulgarij et Blachij, ac pastores romanorum）。この文献は1146年に書かれたものであり、12世紀から14世紀にかけて彼らはハンガリー王国、東ローマ帝国そしてジョチ・ウルスの支配下にあった。
1185年、タルノヴォ出身のペタルとアセンの兄弟はギリシャ人の支配する東ローマ帝国に対して反乱を起こして、ツァール・ペタル2世を名乗り、復興されたブルガリア帝国の君主であると宣言した。翌年、東ローマはブルガリアの独立を認めさせられ、第二次ブルガリア帝国が成立した。ペタルは「ブルガリア人、ギリシャ人、およびヴラフ人のツァール」を名乗った（ヴラフ人・ブルガリア人反乱も参照）が、13世紀にはその称号から「ヴラフ人」の名前は失われた。